# ایپولیت اوکوتوریه
ایپولیت اوکوتوریه (فرانسوی: Hippolyte Aucouturier‎; ۱۷ اکتبر ۱۸۷۶ – ۲۲ آوریل ۱۹۴۴) دوچرخه‌سوار اهل فرانسه بود.